# Politique en Bosnie-Herzégovine

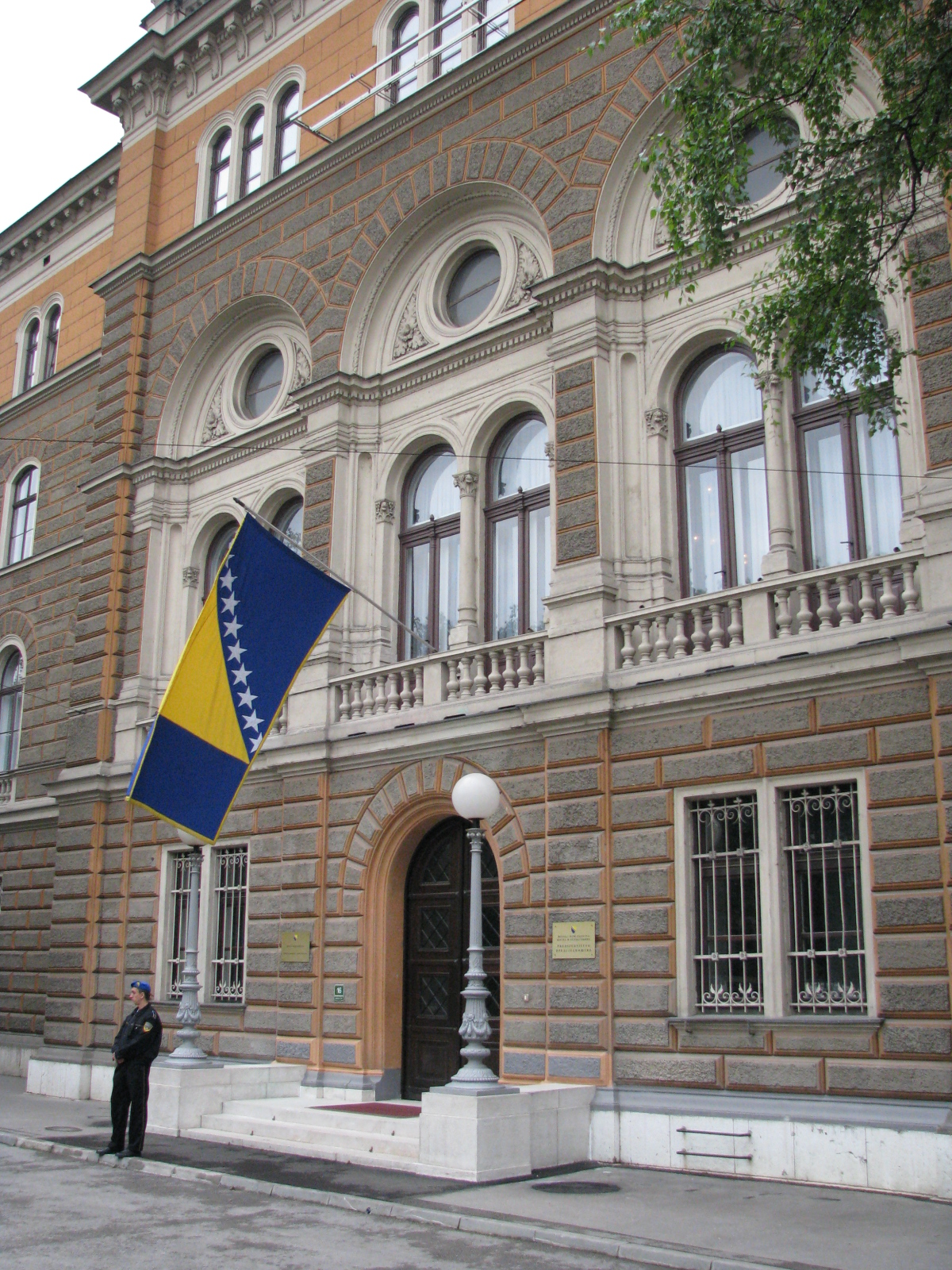
Bâtiment de la Présidence de Bosnie-Herzégovine (2010)

La Bosnie-Herzégovine est une république fédérale multipartite à régime parlementaire, où le Conseil des ministres est le chef du gouvernement. Le pouvoir exécutif est exercé par le gouvernement tandis que le pouvoir législatif fédéral est partagé entre le gouvernement et le parlement. Le pouvoir judiciaire est indépendant des deux premiers. Le système de gouvernement mis en place par les accords de Dayton met un fort accent sur le consensus et la collégialité, avec un représentant pour chacun des trois principaux groupes de population du pays qui se voient garantir une part égale de l'exercice du pouvoir. La Bosnie-Herzégovine est divisée en deux entités : la fédération de Bosnie-et-Herzégovine et la république serbe de Bosnie, toutes deux disposant de leur propre constitution.

## Pouvoir exécutif
| Fonction                            | Nom                         | Parti   | Depuis           |
| ----------------------------------- | --------------------------- | ------- | ---------------- |
| Haut Représentant international     | Christian Schmidt           |         | 1er août 2021    |
| Présidence de la Bosnie-Herzégovine | Željko Komšić (Croate)      | DF      | 20 novembre 2018 |
| Présidence de la Bosnie-Herzégovine | Željka Cvijanović (Serbe)   | SNSD    | 16 novembre 2022 |
| Présidence de la Bosnie-Herzégovine | Denis Bećirović (Bosniaque) | SDA     | 16 novembre 2022 |
| Président du Conseil des ministres  | Borjana Krišto              | HDZ-BiH | 25 janvier 2023  |

Selon l'article V de la Constitution, la présidence comprend trois membres : un Bosniaque et un Croate tous deux élus par le peuple de la fédération de Bosnie-et-Herzégovine ; et un Serbe élu par le peuple de la république serbe de Bosnie. Leur mandat est de quatre ans. Chacun d'entre eux assure à tour de rôle les fonctions de président de la présidence pour une durée de 8 mois.

## Pouvoir législatif
L'Assemblée parlementaire de la Bosnie-Herzégovine compte deux chambres :
- la Chambre des représentants compte 42 membres élus pour quatre ans au suffrage universel proportionnel, dont 28 pour la fédération de Bosnie-et-Herzégovine et 14 pour la république serbe de Bosnie ;
- la Chambre des peuples compte 15 membres représentants à parts égales les groupes ethniques de la Bosnie-Herzégovine. Ils sont nommés par les Assemblées de chaque entité, à raison de :
  - 10 membres (5 Bosniaques et 5 Croates) par la fédération de Bosnie-et-Herzégovine ;
  - 5 membres serbes par la république serbe de Bosnie.

Les langues officielles de l'Assemblée parlementaire sont le bosnien, le croate et le serbe.

## Pouvoir judiciaire

### Cour constitutionnelle
La Cour constitutionnelle connaît des litiges constitutionnels entre deux entités ou entre la fédération et les entités. Elle compte neuf membres dont quatre sont élus par la Chambre des représentants de la fédération de Bosnie et Herzégovine, deux par l'Assemblée de la république serbe de Bosnie et trois nommés par le président de la Cour européenne des droits de l'homme après concertation avec la Présidence.

### Cour de Bosnie-Herzégovine
La Cour de Bosnie-Herzégovine compte trois divisions - administrative, criminelle et d'appel - qui connaissent des affaires relevant directement du niveau fédéral, ou sur recours après jugement par une instance inférieure. Au sein de la division criminelle, une chambre compétente pour juger les crimes de guerre est venue s'y ajouter en janvier 2005 et a repris six affaires correspondant à dix accusés transférés par le TPIY ainsi que de nombreux cas initiés par des tribunaux régionaux. 
La division criminelle de la Cour de Bosnie-Herzégovine, au sein d'une deuxième chambre, est également chargée de la poursuite du crime organisé, des délits économiques et des cas de corruption. Une troisième et dernière chambre de la division criminelle est enfin chargée de "toutes autres infractions criminelles relevant de la compétence de la Cour".
La division d'appel comprend trois chambres respectivement compétentes pour (1) les décisions relatives aux crimes de guerre ; (2) celles relatives au crime organisé, aux délits économiques et à la corruption ; et enfin (3) celles relatives à toute autre décision rendue en première instance en matière criminelle ou administrative ainsi qu'à tout contentieux en rapport avec les questions électorales.

## Entités régionales
- Fédération de Bosnie-et-Herzégovine
- République serbe de Bosnie
- District de Brčko

## Partis politiques et élections
- SDA : conservateurs bosniaques
- SDS : nationalistes serbes.
- SBiH : centristes favorables à l'union, cependant l'essentiel de son électorat se trouve dans la partie bosniaque du pays.
- SDP : Parti social-démocrate bosnien.
- HDZ : section bosnienne du parti conservateur croate.
- SNSD : Équivalent serbe du SDP (gauche).
- PDP : Conservateurs serbes
- SRS : Parti nationaliste radical serbe.
- NHI : Nationalistes croates.
- BOSS : centristes.
- DNZ : Républicains favorables à l'union.
- Hrvatski Blok : Centristes-nationalistes croates
- SPBiH : Parti des pensionnaires, allié de la gauche.